# Kombinat Schienenfahrzeugbau

Logo des Warenzeichenverbandes Vereinigter Schienenfahrzeugbau der DDR (VSB), dem auch der Lokomotivbau des Kombinat LEW angehörte.

Der VEB Kombinat Schienenfahrzeugbau Berlin war ein Kombinat in der Deutschen Demokratischen Republik.
Das Kombinat war ein Hersteller von Schienenfahrzeugtechnik und einer der größten Exporteure von Schienenfahrzeugen weltweit. Über den Betrieb VEB Waggonbau Dessau war das Kombinat unter anderem der weltgrößte Hersteller von Kühlwagen.

## Geschichte
Das Kombinat ging aus der VVB Schienenfahrzeuge Berlin hervor, die zwischen 1958 und 1979 bestand. Sie war ihrerseits Nachfolger der 1948 gegründeten VVB LOWA (Z) Wildau. Zwischen 1952 und 1958 wurde die Schienenfahrzeugindustrie der DDR durch die Hauptverwaltung Lokomotiv- und Waggonbau geführt.
Das Kombinat unterstand dem Ministerium für Schwermaschinen- und Anlagenbau. Weitere zentral geleitete Kombinate im Zuständigkeitsbereich dieses Ministeriums sind in der Liste von Kombinaten der DDR aufgeführt.

### Kombinatsauflösung und Privatisierung
Im Zuge der Wende und der anschließenden Wiedervereinigung wurde das Kombinat 1990 aufgelöst und in die Deutsche Waggonbau AG (DWA) überführt. Einzelne Betriebe dieses neugeformten Konzerns wurden in den Folgejahren aus der DWA herausgetrennt und privatisiert. Im Jahr 1998 übernahm Bombardier die DWA vom bisherigen Eigentümer Advent International, der die DWA 1995 von der Treuhandanstalt abgekauft hatte.
Die Tochterunternehmen Waggonbau Altenburg, Schloß- und Stahlbau Mühlhausen, Radsatzfabrik Ilsenburg, Spezialgeräte Schmölln, Stahlgießerei Chemnitz, Stahlgießerei Olbersdorf sowie INWAB und microWAC wurden bis 1991 aus der DWA ausgegliedert und veräußert. Die Betriebe Federnwerk Zittau und Fahrzeugsitze Bad Schandau wurden 1992 verkauft, das Achslagerwerk Staßfurt 1995.

## Zugehörige Betriebe
Zum Kombinat gehörten zuletzt die folgenden Betriebe: 
- VEB Fahrzeugausrüstung Berlin; (Stammbetrieb)
- VEB Achslagerwerk Staßfurt
- VEB Bremsenwerk Berlin
- VEB Fahrzeugsitze Bad Schandau
- VEB Federnwerk Zittau
- VEB Förderwagen und Beschlagteile Mühlhausen
- VEB Radsatzfabrik Ilsenburg
- VEB Spezialgeräte Schmölln
- VEB Stahlgießerei „Georg Schwarz“ Olbersdorf; (bis 1987 Teil der GISAG)
- VEB Stahlgießerei Karl-Marx-Stadt; (bis 1987 Teil der GISAG)
- VEB Waggonausrüstungen Vetschau
- VEB Waggonbau Altenburg
- VEB Waggonbau Ammendorf
- VEB Waggonbau Bautzen
- VEB Waggonbau Dessau
- VEB Waggonbau Görlitz
- VEB Waggonbau Niesky